# Andreas Hofacker
Andreas Hofacker (1970) es un taxónomo botánico alemán. Es especialista en el género Euphorbia de la familia de las cactáceas.

## Honores

### Membresías
- Deutsche Kakteen-Gesellschaft, y desde 2008 su presidente.[3]
- La abreviatura «Hofacker» se emplea para indicar a Andreas Hofacker como autoridad en la descripción y clasificación científica de los vegetales.[4]